# Австрійсько-чилійські відносини
Австрі́йсько—чилі́йські відно́сини — міжнародні відносини між Австрією та Чилі. Перші двосторонні відносини датуються ще 1846 роком. В Австрії є посольство в Сантьяго та три почесні консульства (в Аріці, Вальдівії та Вальпараїсо). У Чилі є посольство у Відні, а також три почесні консульства (у Лінці, Клагенфурт-ам-Вертерзе та Зальцбурзі).

## Історія
У 1991 міністр зовнішніх справ Енріке Сільва Сімма став першим канцлером Чилі, що здійснив офіційний візит до Австрії
У 1993 канцлер Франц Враніцкі став першим канцлером Австрії, що здійснив офіційний візит до Чилі.
З 1999  двосторонні відносини інтенсифікувались завдяки бі-регіональному процесу LAC-EU.
2008 року федеральний канцлер Австрії Альфред Гузенбауер здійснив офіційний візит до Чилі.

## Австрійська імміграція до Чилі
У XIX столітті голод у Європі та висилка протестантів з Австрії призвели до хвиль імміграції австрійців до Латинської Америки. Значущим поселенням тирольських протестантів у Чилі є Лос-Бахос, Фрутільяр провінції Льянкіуе.
Містечко Нуева-Браунау поблизу Пуерто-Варас було названо 1875 року поселенцями з Австро-Угорщини на честь сучасного Броумова (нім. Braunau).

## Державний переворот у Чилі
Як результат військового перевороту в Чилі 1973 року, близько 1500 чилійських біженців прибули до Відню. У травні 2006 президент Чилі Мішель Бачелет зустрілась з сотнями членів чилійської спільноти у Відні у віденській ратуші.